# الكسندر دي سوتو
كان ألكسندر دي سوتو (28 يوليو 1840 - 11  نوفمبر 1936) طبيبًا ومحسنًا ورجل أعمال إسبانيًا أمريكيًا. اشتهر بتأسيسه أول مستشفى في سياتل، وهو مستشفى وايسايد ميشن، الذي أداره من 1898 إلى 1904. أراد دي سوتو -المولود روحيًا من جديد كبروتستانتي- مساعدة المزيد من الفقراء والمشردين والمرضى والمدمنين، وأراد إنشاء الأعمال التي من شأنها أن تمول خططه الخيرية العديدة. شارك دي سوتو في أوج مسيرته المهنية في أعمال التعدين في تشيلي وبيرو وإسبانيا وأمريكا الشمالية والجنوبية وجنوب إفريقيا والمكسيك. شارك في تأسيس شركة دي سوتو للتعدين (دي سوتو بليسر ماينينغ) التي أجرت نشاط تعدين أكثر من أي شركة أخرى في ذلك الوقت في مقاطعة سنوهوميش، واشنطن، وكان أول رجل أعمال يقدم جرافات التعدين إلى ألاسكا. تعد أراضي ألاسكا المملوكة للشركة الأغنى والأفضل تجهيزًا في العالم، وتضم أكبر جرافات ومجارف بخارية متوفرة في عام 1903.
وُلِد دي سوتو في جزر كارولين غربي المحيط الهادئ، وتلقى تعليمه في إسبانيا. وصل إلى أمريكا عام 1862، وعمل جراحًا في البحرية الفيدرالية أثناء الحرب الأهلية الأمريكية. في عام 1867، عمل كجراح في ألاسكا. كان أحد قادة حركة كارليست. عاش دي سوتو من عام 1870 إلى عام 1872 في السويد، حيث عمل كطبيب للملك تشارلز الخامس عشر. في وقت لاحق، نقل ممارسته إلى تشيلي وبيرو. شغل في عامي 1879 و1880 منصب جراح في جيش شيلي في حرب المحيط الهادئ. أخذت حياة دي سوتو منعطفًا عندما أظهر اهتمامًا بالمقامرة، ما أدى لاحقًا إلى إدمان المورفين. تم احتوائه وتحول بعد ذلك إلى البروتستانتية، وأصبح عضوًا في كريتينتون نيويورك وبليكر ستريت ميشنز، ولاحقًا في بويري ميشن. في عام 1879، قاد دي سوتو حملة إنجيلية إلى ألاسكا، والتي فشلت في الوصول إلى كلوندايك، وانتهت بدلًا من ذلك في سياتل، واشنطن، حيث أسس دي سوتو أول مستشفى في المدينة وواصل عمله التبشيري والخيري.
بدأ دي سوتو مشاريع تجارية أخرى لتمويل مشاريعه التبشيرية. كان يشارك في التخطيط لخط سكة حديد إلى ألاسكا وكذلك أعمال التعدين الخاصة به. كانت أعمال التعدين الخاصة به فقط ناجحة في البداية، حيث حقق منجم جرانيت فولز في مقاطعة سنوهوميش أرباحًا. قرار دي سوتو بإعادة استثمار الإجراءات في مشروع ضخم في ألاسكا، على الرغم من أنه كان واعدًا للغاية في البداية، ثبت أنه خطأ. نجح دي سوتو في تأمين صندوق استثمار كبير وسلم أحدث معدات التجريف إلى ألاسكا، لكن فكرة العمل فشلت، لأن أرض شركة التعدين الخاصة به لم تنتج ما يكفي من الذهب. اتُهم دي سوتو بسوء الإدارة، وبعد عدة محاولات فاشلة، تخلى عن أعمال التعدين وعاد إلى الطب. في عام 1910، سعى دون جدوى للعمل كطبيب شرعي في كينغ كاونتي، ثم ذهب إلى السويد، حيث عمل كطبيب وأخصائي تغذية لملك النرويج من عام 1910 إلى عام 1915. في وقت لاحق، عاد إلى نيويورك. في عام 1936، عن عمر يناهز 95 عامًا، عندما كان يعمل اختصاصي تغذية في يخت سينتاور الخاص، توفي بعد وقت قصير من سقوطه في خليج جوانوس في بروكلين.
في العشرينيات من القرن الماضي، تم تثبيت لوحة تاريخية وعلامة مرساة في محطة هبوط القوارب العامة في شارع واشنطن ستريت في سياتل لإحياء ذكرى دي سوتو ومستشفى وايساد ميشن.

## النشأة والأسرة
وُلِد دي سوتو في 28 يوليو 1840 في جزر كارولين، التي كانت مستعمرة إسبانية في ذلك الوقت. كان والداه فرناندو دي سوتو، المولود عام 1791 في ضيعة دي سوتو بالقرب من برشلونة، وهيدويغ ليونورا دي سوتو من النمسا (توفيت عام 1862). كان والده جنرالًا في القوات العسكرية الإسبانية، وفي وقت من الأوقات وزير الحرب الإسباني. شغل منصب حاكم جزر كارولين، ثم نائب حاكم بورتوريكو، ولاحقًا كدبلوماسي حتى تقاعده في الـ80. توفي فرناندو دي سوتو عن عمر يناهز 111 عامًا.
وفقًا للتاريخ المحكي للعائلة، كان ألكسندر دي سوتو أحد أحفاد حفيد هيرناندو دي سوتو، المستكشف الإسباني الشهير الذي اكتشف نهر المسيسيبي. اعتبارًا من عام 1906، كان دي سوتو واحدًا من خمسة أحفاد أحياء من هرناندو، بما في ذلك شقيقه الذي كان أسقفًا كاثوليكيًا في روما؛ وأخت تعيش في إسبانيا؛ واثنين من أبناء العم.

## التعليم
قضى دي سوتو سنواته الأولى من التعليم في سانت كوينتي دي ميديونا بالقرب من برشلونة في الكلية اليسوعية.
ذهب ليصبح جراحًا وطبيبًا. حصل على درجة الدكتوراه في الطب من جامعة إسبانيا في مدريد، وتابع الدراسة في هايدلبرغ، ألمانيا، حيث حصل على درجة الدكتوراه من ليغوم. في عام 1870 درس في أوبسالا، السويد.